# Vladímir Pímenov
Vladímir Vladímirovich Pímenov (en ruso: Влади́мир Влади́мирович Пи́менов) (Vorónezh, 24 de septiembre de 1930-Moscú, 1 de noviembre de 2012) fue un etnólogo ruso, estudioso de pueblos fino-úgricos y creador de la teoría de componentes de la etnia.
En los años 1970-80 trabajó en Cuba como miembro de una expedición multidisciplinar, los resultados de su investigación quedaron reflejados en una serie de artículos.
- Datos: Q2882480